# 马辉堂
马辉堂（1870年—1939年）本名文盛，祖籍今河北省深州市马家庙村，清朝营造家。

## 生平
马氏是明朝、清朝知名的营造世家，世代营建皇家建筑。马辉堂的先祖马天禄在明朝营造过北京皇宫。马辉堂的先辈马德亮在清朝营建过承德避暑山庄。传至马辉堂时，马氏家道大盛，马家的兴隆木厂位居清朝末年北京“八大柜”（即兴隆、广丰、 宾兴、德利、东天河、西天河、聚源、德祥八大木厂）之首，承建过包括颐和园在内的许多皇家建筑及王公府邸，主持维修过多座坛庙、陵寝、寺观，被誉为“哲匠世家”。中华民国时期，兴隆木厂关闭，马氏转而经营恒茂木厂，由马辉堂的长子马增祺（字介眉）任掌柜，继续为北京营造业的翘楚，直到中华人民共和国成立后被收归国有。
1939年，马辉堂逝世。安葬在北京东北义园。东北义园的马辉堂家族墓原有16个穴，现存五通墓碑，除了马辉堂、马王渡群各有一碑外，还有马乘风、马叔颖和马旭初之妻余益华三碑。
北京现存马辉堂花园，过去为马辉堂的住宅。2011年，作为“东城区魏家胡同18号宅院”被公布为北京市文物保护单位。

## 家庭
- 子：马增祺，字介眉，自交通大学堂毕业，留学日本，曾任京张铁路局工程师，1975年在台湾逝世。[2]
  - 孙：马旭初，马增祺之子，1923年生，古建筑第十四代传人，古建筑高级工程师，离休干部。[2]
  - 孙媳：余益华，马旭初妻子，为北京市长余晋龢第四女，1996年逝世，享年70岁。[2]